# Палеотропско флористичко царство
Палеотропско флористичко царство (лат. Palaeotropis) је друго по величини сувоземно флористичко царство. Обухвата већи део подсахарске Африке (изузев крајњег југа), Мадагаскар и околна острва, Арабијско полуострво, Индијски потконтинент, јужне делове Кине, Индокину, Филипине, Малајски архипелаг, Нову Гвинеју, Нову Каледонију, Хаваје, Меланезију, Микронезију и Полинезију.

## Вегетација Палеотропског флористичког царства
У оквиру овог флористичког царства присутни су следећи зонобиоми: тропске кишне шуме, саване, монсунске листопадне шуме и полупустиње.

## Флора Палеотропског флористичког царства
Ендемичних биљних фамилија у Палеотропском царству има око 40 (нпр. Amborellaceae, Didiereaceae, Degeneriaceae, Nepenthaceae, Musaceae, Pandanaceae Physenaceae, Sphaerosepalaceae и Sarcolaenaceae). Такође, велики број фамилија је присутан и у Палеотропском и у Неотропском флористичком царству.

## Подела царства
Палеотропско флористичко царство дели се на три до пет потцарстава: афричко, мадагаскарско, индомалајско, полинезијско и новокаледонијско.